# Sophie B. Hawkins
Sophie Ballantine Hawkins (Manhattan, 1964. november 1. –) amerikai énekes, dalszerző, zenész és festő.

## Diszkográfia
- Tongues and Tails (1992)
- Whaler (1994)
- Timbre (1999)
- Wilderness (2004)
- The Crossing (2012)

## Fordítás
- Ez a szócikk részben vagy egészben  a   Sophie B. Hawkins című angol Wikipédia-szócikk ezen változatának fordításán alapul.  Az eredeti cikk szerkesztőit annak laptörténete sorolja fel. Ez a jelzés csupán a megfogalmazás eredetét és a szerzői jogokat jelzi, nem szolgál a cikkben szereplő információk forrásmegjelöléseként.

## További információ
- Hivatalos oldal
- Sophie B. Hawkins a Facebookon
- Sophie B. Hawkins az Internet Movie Database-ben (angolul)